# Estação Praça do Relógio
A Estação Praça do Relógio é uma das estações do Metrô do Distrito Federal, situada em Taguatinga, entre a Estação Concessionárias e a Estação Centro Metropolitano. Administrada pela Companhia do Metropolitano do Distrito Federal, faz parte da Linha Verde.
Foi inaugurada em 17 de agosto de 1998. Localiza-se no cruzamento da Estrada Parque Taguatinga com o Setor Central. Atende a região administrativa de Taguatinga.
A estação recebeu esse nome por estar localizada sob a Praça do Relógio. A praça possui esse nome por ter um relógio em seu centro, inaugurado em 22 de dezembro de 1970.